# Regierungsbezirk Gießen
Der Regierungsbezirk Gießen ist einer der drei Regierungsbezirke in Hessen und deckt sich mit Mittelhessen. 1981 eingerichtet, ist er der jüngste und nach Fläche kleinste hessische Regierungsbezirk.
Im Vergleich mit dem BIP pro Kopf der EU ausgedrückt in Kaufkraftstandards erreicht die Region einen Index von 105 (EU-28=100) (2015).

## Verwaltungsgliederung
| Wetzlar |

| Gießen |

| Lauterbach |

| Limburg an der Lahn |

| Marburg |

Der Regierungsbezirk Gießen ist rechtlich unselbstständig ohne eigene Rechtspersönlichkeit. Die Behörde des Regierungsbezirks, das Regierungspräsidium Gießen, ist Behörde der allgemeinen Landesverwaltung des Landes Hessen in der Mittelstufe (§ 1 Abs. 1 Mittelstufengesetz). Der Regierungsbezirk gliedert sich in fünf Landkreise mit drei kreisangehörigen Sonderstatusstädten (Städte über 50.000 Einwohner, denen Aufgaben des Kreises für ihren Bereich zur Wahrnehmung durch städtische Behörden übertragen wurden):

### Landkreise
Zum Regierungsbezirk Gießen gehören der Lahn-Dill-Kreis, der Landkreis Gießen, der Landkreis Limburg-Weilburg, der Landkreis Marburg-Biedenkopf und der Vogelsbergkreis.

### Städte und Gemeinden
Die Oberzentren Gießen, Marburg und Wetzlar sind die Sonderstatusstädte im Regierungsbezirk Gießen, insgesamt gehören 101 Städte und Gemeinden zum Regierungsbezirk.

## Geschichte
Der Regierungsbezirk Gießen wurde am 1. Januar 1981 von der hessischen Landesregierung unter Ministerpräsident Holger Börner (SPD) gegründet (Gesetz zur Neuorganisation der Regierungsbezirke und der Landesplanung vom 15. Oktober 1980). Er ist neben Darmstadt und Kassel der dritte Regierungsbezirk in Hessen. Von 1945 bis 1968 gab es in Hessen schon einmal drei Regierungsbezirke (Darmstadt, Kassel und Wiesbaden). 1968 wurde der Regierungsbezirk Wiesbaden jedoch aufgelöst und sein Gebiet dem Regierungsbezirk Darmstadt zugeordnet.
Im Zuge der Kreisreform, die 1979 abgeschlossen werden konnte, wurde auch die Struktur der staatlichen Mittelbehörden neu organisiert, und in der Folge entstand 1981 der Regierungsbezirk Gießen. Ihm wurden die Landkreise Gießen, Lahn-Dill-Kreis, Limburg-Weilburg, Marburg-Biedenkopf und Vogelsbergkreis zugeordnet. Bis auf den Kreis Marburg-Biedenkopf (ehemals Regierungsbezirk Kassel) gehörten diese zuvor zum Regierungsbezirk Darmstadt.

## Behörde und Zuständigkeiten

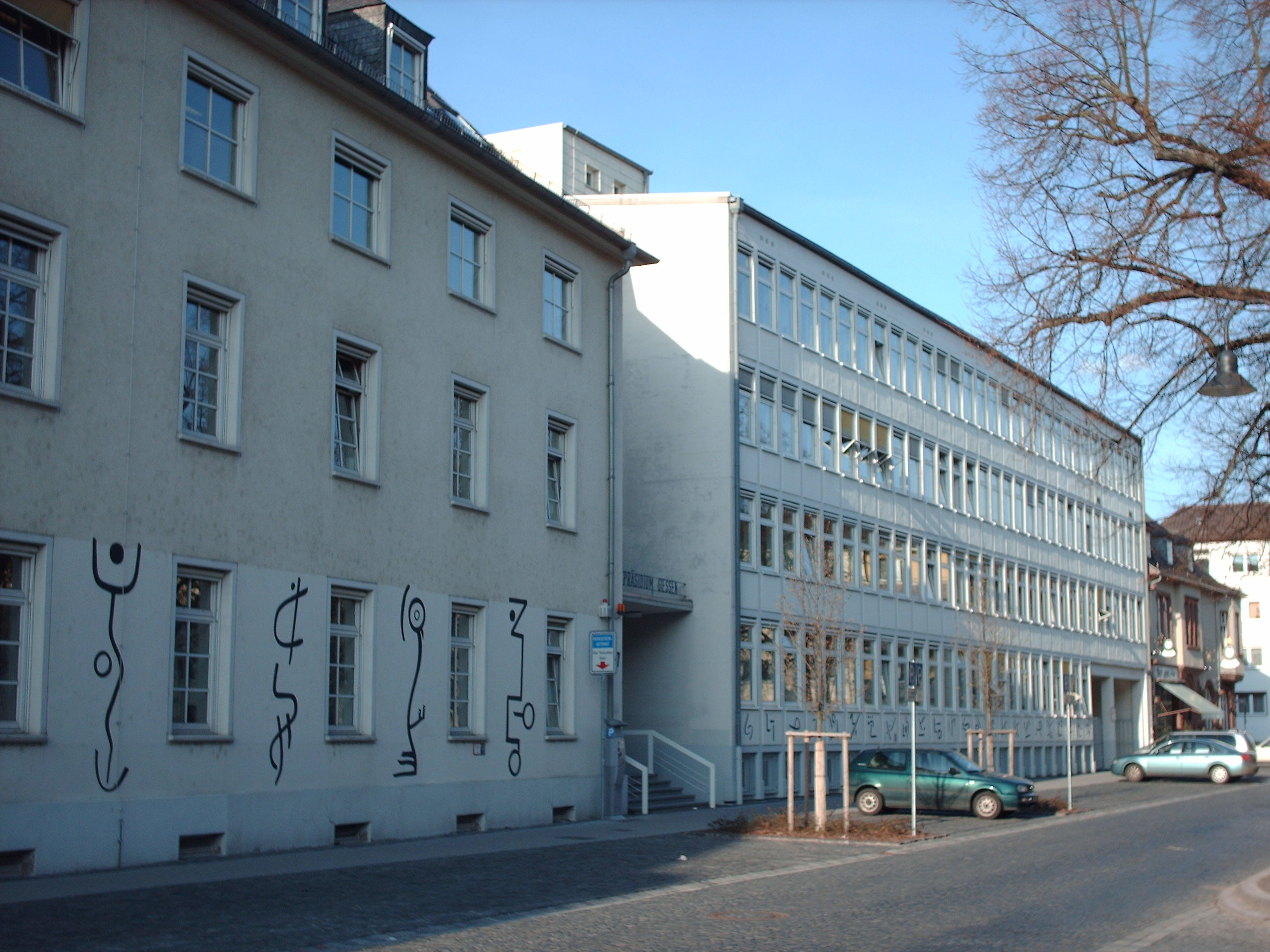
Regierungspräsidium

Die Verwaltungsbehörde des Regierungsbezirks ist das Regierungspräsidium Gießen. Es ist eine Mittelinstanz- und Bündelungsbehörde zwischen dem Land Hessen und den kommunalen Gebietskörperschaften. Als solche nimmt das Regierungspräsidium die Zuständigkeiten fast aller Ressorts der Landesverwaltung gebündelt wahr. Ihr steht der von der Landesregierung ernannte Regierungspräsident vor. Ihr Sitz ist in Gießen zentral im ehemaligen Arbeits- und Katasteramt am Landgraf-Philipp-Platz. Insgesamt 101 Städte und Gemeinden mit über einer Million Menschen finden sich im direkten Wirkungsbereich des Regierungspräsidiums Gießen. Darüber hinaus gibt es in vielen Bereichen auch hessenweite Zuständigkeiten.
Zwölf Mitarbeiter waren 1981 für den Aufbau zuständig, heute arbeiten in sieben Fachabteilungen rund 1.300 Generalisten und Spezialisten aus über 60 Berufen eng zusammen. Aufgrund der Operation Sichere Zukunft der Hessischen Landesregierung musste das Regierungspräsidium bis 2008 rund 24 Prozent seiner Stellen einsparen.
Die Aufgaben des Regierungspräsidiums sind vielfältig und umfassen unter anderem folgende Bereiche:
- Inneres und Arbeitsschutz

(Kommunalaufsicht, Öffentliche Sicherheit und Ordnung, Brandschutz, Katastrophenschutz, Rettungsdienst und Luftrettung, Zivile Verteidigung, Ausländerrecht, Arbeitsschutz)
- Regionalplanung, Bauwesen, Wirtschaft, Verkehr

(Regionalplanung, Bauleitplanung, Bauaufsicht, Wohnungswesen, Gewerbe, und Verkehr, (Allgemeine Verkehrsangelegenheiten, Personen- und Güterverkehr, BAföG-Angelegenheiten, Planfeststellungsverfahren, Gewerbe- und Handwerksrecht)
- Umwelt

Wasser (Grundwasserschutz, Wasserversorgung, Abflussverhältnisse, Hydrologie, flächenbezogene Planung, Hochwasserschutz, Ökologie, Abwasser), Abfall (Abfallwirtschaft, Abfallvermeidung), Immissionsschutz (Anlagenzulassung, Luftreinhaltung, Anlagensicherheit, Lärmbekämpfung), Bergaufsicht, Gentechnik, Strahlenschutz
- Ländlicher Raum

(Landwirtschaft, Marktstruktur), Qualitätssicherung, Pflanzenschutzdienst, Forsten und Naturschutz (Landschaftsplanung, Naturschutzdaten, Artenschutz, Fischerei – als Obere Fischereibehörde betreibt die Behörde das Gewässer-Informationszentrum Lahnfenster Hessen, Schutzgebiete, Landschaftspflege und -entwicklung), Veterinärwesen und Verbraucherschutz)
- Soziales

(Sozial- und Förderangelegenheiten, Landesversorgungsamt, Schwerbehindertenrecht, Elterngeld, Betreuungs- und Pflegeaufsicht, Aussiedlerwesen, Ärztlicher Dienst, Gesundheitswesen, Pflegeberufe)
- Flüchtlingsangelegenheiten, Erstaufnahmeeinrichtung und Integration

(Rechtsangelegenheiten, Sozialleistungen, Integration, Sozialbetreuung, Ehrenamt, Standorte, Medizin, Ankunftszentrum)

## Regionalplanung und Regionalversammlung Mittelhessen
Als Obere Landesplanungsbehörde gemäß Landesplanungsrecht nimmt das Regierungspräsidium die übergeordnete, überörtliche und zusammenfassende Planung für die Region Mittelhessen wahr. Träger der Regionalplanung ist die Regionalversammlung Mittelhessen. Sie besteht derzeit aus 31 Mitgliedern, die von den Kreistagen und Stadtverordnetenversammlungen der Landkreise Gießen, Lahn-Dill, Limburg-Weilburg, Marburg-Biedenkopf und Vogelsberg sowie der Städte Gießen, Marburg und Wetzlar gewählt werden. Die Regionalversammlung beschließt den Regionalplan und Abweichungen davon, außerdem nimmt sie Stellung zu Untersagungen raumordnungswidriger Planungen und Maßnahmen, zu Raumordnungsverfahren, zum Landesentwicklungsplan, zu raumbedeutsamen Fachplanungen und zu sonstigen Fragen der Raumordnung in der Region.

## Regierungspräsidenten
- 1981–1987 Knut Müller (SPD)
- 1987–1989 Tilman Pünder (CDU)
- 1989–1991 Alois Rhiel (CDU), 2003 bis 2009 Minister für Wirtschaft, Verkehr und Landesentwicklung des Landes Hessen
- 1991–1999 Hartmut Bäumer (Bündnis 90/Die Grünen), erster „grüner“ Regierungspräsident Deutschlands
- 1999–2009 Wilfried Schmied (CDU)
- 2009–2015 Lars Witteck (CDU)
- Seit 2015: Christoph Ullrich (CDU)

## Umbenennungsinitiative
Der Regierungspräsident Lars Witteck (CDU) beantragte 2010 die Umbenennung des Regierungsbezirks Gießen in Regierungsbezirk Mittelhessen, weil dadurch das regionale Bewusstsein der Bürger gestärkt werde. Witteck meinte, dass die Umbenennung ein schönes Geschenk anlässlich des 30-jährigen Bestehens im Jahre 2011 sein könnte. Am 30. November 2010 wurde bekannt, dass das Hessische Innenministerium aus Gründen der terminologischen Einheitlichkeit – auch die beiden anderen Regierungsbezirke sind nach ihren Verwaltungsstädten benannt – den Antrag abgelehnt hat.

## Historische Quellen
Die schriftliche Überlieferung des Regierungspräsidiums Gießen bewahrt das Hessische Staatsarchiv Marburg auf.